# Mahmutlar
Mahmutlar ist eine Gemeinde im Landkreis Alanya und liegt 12 km östlich von Alanya in der türkischen Provinz Antalya zwischen Taurusgebirge und Mittelmeer.
In dem am sechs Kilometer langen Sandstrand liegenden Ort gibt es etwa 45.000 Einwohner, die das ganze Jahr dort wohnen, darunter etwa 3500 Personen aus dem skandinavischen, russischen oder deutsch-niederländischen Raum. Zur Hauptsaison (Mai – September) leben in Mahmutlar zwischen 70.000 und 80.000 Einwohner in Ferienwohnungen, Villen und in den zahlreichen Hotels entlang der türkischen Riviera. Mahmutlar ist ein klassischer Touristenort.
Mahmutlar ist seit 2012, seit der Gemeindereform in der Türkei, keine eigenständige Gemeinde mehr, sondern gehört nunmehr zu Alanya. Der eigene Bürgermeister, Ali Çelik, der bis zur Gemeindereform im Amt war, wurde durch einen Ortsvorsteher ersetzt.
Der nächste Flughafen ist in Gazipaşa oder in ca. 140 km Entfernung der internationale Flughafen Antalya.